# Gordon Wyant
Pour les articles homonymes, voir Wyant.
Gordon Wyant (né en 1957) est un homme politique provincial canadien de la Saskatchewan. Il représente la circonscription de Saskatoon Northwest à titre de député du Parti saskatchewanais depuis une élection partielle en 2010 jusqu'à sa démission en 2024.
Il démissionne du conseil des ministres en août 2017 pour se présenter à la course à la chefferie du Parti saskatchewanais et remplacer le premier ministre démissionnaire Brad Wall. Défait par Scott Moe, il réintègre le conseil des ministres en devenant entre autres vice-premier ministre.

## Biographie
Né à Saskatoon, Wyant obtient un baccalauréat en Arts et un diplôme en Droit de l'Université de la Saskatchewan,. Nommé au Queen's Counsel en 2008,, il sert également comme conseiller au Bureau des commissaires de la Police, ainsi qu'au Bureau des Directeurs du Saskatoon Credit Union Centre,.
Avant son entrée à l'Assemblée législative, Wyant sert comme conseiller municipal de Saskatoon de 2003 à 2010,.
Le 6 février 2024, il annonce ne pas vouloir se représenter lors de l'élection provinciale de 2024 malgré son investiture sans opposition comme canddiat dans la nouvelle circonscription de Saskatoon Chief Mistawasis. La même semaine, Wyant annonce songer à se présenter lors de l'élection pour la mairie de Saskatoon en 2024. Il est exclus du cabinet le 17 mai et démissionne de son siège de député le 10 juin,.

### Campagne pour la mairie de Saskatoon
Annonçant officiellement le 10 juin 2024 sa candidature à la mairie de Saskatoon lors des élections municipales de 2024 (en). Wyant axe sa campagne sur la sécurité publique, l'abordabilité et la transparence. Il termine deuxième dernière la conseillère Cynthia Block (en).